# Wild Primrose
Wild Primrose er en amerikansk stumfilm fra 1918 af Frederick A. Thomson.

## Medvirkende
- Gladys Leslie - Primrose Standish
- Richard Barthelmess - Jack Wilton
- Eulalie Jensen - Marie
- Charles Kent - Williams
- Claude Gillingwater - Standish
- Ann Warrington - Emily
- Arthur Lewis - Griff
- Bigelow Cooper - Newton
- Gladys Valerie